# Luis Rivera
Luis Alberto Rivera Morales (21 giugno 1987) è un lunghista messicano.

## Palmarès
| Anno | Manifestazione      | Sede         | Evento         | Risultato | Prestazione | Note                                        |
| ---- | ------------------- | ------------ | -------------- | --------- | ----------- | ------------------------------------------- |
| 2007 | Campionati NACAC    | San Salvador | Salto in lungo | 6º        | 7,43 m      |                                             |
| 2010 | Giochi CAC          | Mayagüez     | Salto in lungo | 7º        | 7,43 m      |                                             |
| 2011 | Campionati CAC      | Mayagüez     | Salto in lungo | 8º        | 7,32 m      |                                             |
| 2011 | Universiadi         | Shenzhen     | Salto in lungo | 28º (q)   | 7,23 m      |                                             |
| 2012 | Giochi olimpici     | Londra       | Salto in lungo | 32º (q)   | 7,42 m      |                                             |
| 2013 | Universiadi         | Kazan'       | Salto in lungo | Oro       | 8,46 m      | Record delle Universiadi · Record nazionale |
| 2013 | Mondiali            | Mosca        | Salto in lungo | Bronzo    | 8,27 m      |                                             |
| 2014 | Mondiali indoor     | Sopot        | Salto in lungo | 7º        | 7,93 m      |                                             |
| 2015 | Giochi panamericani | Toronto      | Salto in lungo | 9º        | 7,63 m      |                                             |